# Список астероїдів (99901—100000)
| Назва                              | Тимчасове позначення | Дата відкриття    | Місце відкриття             | Відкривач                                              |
| ---------------------------------- | -------------------- | ----------------- | --------------------------- | ------------------------------------------------------ |
| (99901) 2002 QL44                  | 2002 QL44            | 29 серпня 2002    | Паломарська обсерваторія    | NEAT                                                   |
| (99902) 2002 QZ47                  | 2002 QZ47            | 18 серпня 2002    | Паломарська обсерваторія    | С. Генік                                               |
| (99903) 2002 QG48                  | 2002 QG48            | 17 серпня 2002    | Паломарська обсерваторія    | С. Генік                                               |
| (99904) 2002 QH48                  | 2002 QH48            | 27 серпня 2002    | Паломарська обсерваторія    | С. Генік                                               |
| 99905 Джефгросмен (Jeffgrossman)   | 2002 QX50            | 27 серпня 2002    | Паломарська обсерваторія    | Роб Метсон                                             |
| 99906 Уофалберта (Uofalberta)      | 2002 QV53            | 17 серпня 2002    | Паломарська обсерваторія    | Ендрю Лов                                              |
| (99907) 1989 VA                    | 1989 VA              | 2 листопада 1989  | Паломарська обсерваторія    | Керолін Шумейкер                                       |
| (99908) 1990 OD6                   | 1990 OD6             | 20 липня 1990     | Паломарська обсерваторія    | Ендрю Лов                                              |
| (99909) 1994 PU2                   | 1994 PU2             | 10 серпня 1994    | Обсерваторія Ла-Сілья       | Ерік Вальтер Ельст                                     |
| (99910) 1994 TO4                   | 1994 TO4             | 2 жовтня 1994     | Обсерваторія Кітт-Пік       | Spacewatch                                             |
| (99911) 1995 SE53                  | 1995 SE53            | 28 вересня 1995   | Станція Сінлун              | SCAP                                                   |
| (99912) 1995 UY44                  | 1995 UY44            | 31 жовтня 1995    | Обсерваторія Модри          | Адріан Галад, А. Правда                                |
| (99913) 1997 CZ5                   | 1997 CZ5             | 7 лютого 1997     | Обсерваторія Галеакала      | NEAT                                                   |
| (99914) 1997 ST24                  | 1997 ST24            | 30 вересня 1997   | Обсерваторія Кітт-Пік       | Spacewatch                                             |
| (99915) 1997 TR6                   | 1997 TR6             | 2 жовтня 1997     | Коссоль                     | ODAS                                                   |
| (99916) 1998 AA5                   | 1998 AA5             | 3 січня 1998      | Вумера                      | Френк Золотовскі                                       |
| (99917) 1998 HH19                  | 1998 HH19            | 18 квітня 1998    | Сокорро (Нью-Мексико)       | LINEAR                                                 |
| (99918) 1998 SQ2                   | 1998 SQ2             | 18 вересня 1998   | Каталінський огляд          | Каталінський огляд                                     |
| (99919) 1999 RR31                  | 1999 RR31            | 8 вересня 1999    | Обсерваторія Ондржейов      | Ленка Коткова                                          |
| (99920) 1999 RJ90                  | 1999 RJ90            | 7 вересня 1999    | Сокорро (Нью-Мексико)       | LINEAR                                                 |
| (99921) 1999 RO190                 | 1999 RO190           | 15 вересня 1999   | Обсерваторія Ондржейов      | Петр Правец, Петер Кушнірак                            |
| (99922) 1999 RC193                 | 1999 RC193           | 13 вересня 1999   | Сокорро (Нью-Мексико)       | LINEAR                                                 |
| (99923) 1999 XS108                 | 1999 XS108           | 4 грудня 1999     | Каталінський огляд          | Каталінський огляд                                     |
| (99924) 2000 AG62                  | 2000 AG62            | 4 січня 2000      | Сокорро (Нью-Мексико)       | LINEAR                                                 |
| (99925) 2000 CF88                  | 2000 CF88            | 4 лютого 2000     | Сокорро (Нью-Мексико)       | LINEAR                                                 |
| (99926) 2000 CQ93                  | 2000 CQ93            | 8 лютого 2000     | Сокорро (Нью-Мексико)       | LINEAR                                                 |
| (99927) 2000 ED90                  | 2000 ED90            | 9 березня 2000    | Сокорро (Нью-Мексико)       | LINEAR                                                 |
| 99928 Бренар (Brainard)            | 2000 EQ147           | 4 березня 2000    | Каталінський огляд          | Каталінський огляд                                     |
| (99929) 2000 FF55                  | 2000 FF55            | 29 березня 2000   | Сокорро (Нью-Мексико)       | LINEAR                                                 |
| (99930) 2000 GL87                  | 2000 GL87            | 4 квітня 2000     | Сокорро (Нью-Мексико)       | LINEAR                                                 |
| (99931) 2000 SK115                 | 2000 SK115           | 24 вересня 2000   | Сокорро (Нью-Мексико)       | LINEAR                                                 |
| (99932) 2000 VO34                  | 2000 VO34            | 1 листопада 2000  | Сокорро (Нью-Мексико)       | LINEAR                                                 |
| (99933) 2000 YN76                  | 2000 YN76            | 30 грудня 2000    | Сокорро (Нью-Мексико)       | LINEAR                                                 |
| (99934) 2001 DL5                   | 2001 DL5             | 16 лютого 2001    | Сокорро (Нью-Мексико)       | LINEAR                                                 |
| (99935) 2002 AV4                   | 2002 AV4             | 8 січня 2002      | Сокорро (Нью-Мексико)       | LINEAR                                                 |
| (99936) 2002 RH183                 | 2002 RH183           | 11 вересня 2002   | Паломарська обсерваторія    | NEAT                                                   |
| (99937) 2003 QT88                  | 2003 QT88            | 25 серпня 2003    | Сокорро (Нью-Мексико)       | LINEAR                                                 |
| (99938) 2003 UC149                 | 2003 UC149           | 19 жовтня 2003    | Паломарська обсерваторія    | NEAT                                                   |
| (99939) 2003 US149                 | 2003 US149           | 20 жовтня 2003    | Сокорро (Нью-Мексико)       | LINEAR                                                 |
| (99940) 2003 UM265                 | 2003 UM265           | 27 жовтня 2003    | Сокорро (Нью-Мексико)       | LINEAR                                                 |
| (99941) 2003 WF107                 | 2003 WF107           | 23 листопада 2003 | Каталінський огляд          | Каталінський огляд                                     |
| 99942 Апофіс (Apophis)             | 2004 MN4             | 19 червня 2004    | Обсерваторія Кітт-Пік       | Рой Такер, Девід Толен, Ф. Бернарді                    |
| (99943) 2005 AS2                   | 2005 AS2             | 6 січня 2005      | Каталінський огляд          | Каталінський огляд                                     |
| (99944) 2710 P-L                   | 2710 P-L             | 24 вересня 1960   | Паломарська обсерваторія    | К. Й. ван Гаутен, І. ван Гаутен-Ґроневельд, Т. Герельс |
| (99945) 4589 P-L                   | 4589 P-L             | 24 вересня 1960   | Паломарська обсерваторія    | К. Й. ван Гаутен, І. ван Гаутен-Ґроневельд, Т. Герельс |
| (99946) 4134 T-1                   | 4134 T-1             | 26 березня 1971   | Паломарська обсерваторія    | К. Й. ван Гаутен, І. ван Гаутен-Ґроневельд, Т. Герельс |
| (99947) 4220 T-2                   | 4220 T-2             | 29 вересня 1973   | Паломарська обсерваторія    | К. Й. ван Гаутен, І. ван Гаутен-Ґроневельд, Т. Герельс |
| (99948) 1952 SU1                   | 1952 SU1             | 23 вересня 1952   | Обсерваторія Маунт-Вілсон   | Леланд Каннінгем                                       |
| 99949 Міпгіз (Miepgies)            | 1972 FD              | 16 березня 1972   | Паломарська обсерваторія    | Т. Герельс                                             |
| 99950 Euchenor                     | 1973 SC1             | 19 вересня 1973   | Паломарська обсерваторія    | К. Й. ван Гаутен, І. ван Гаутен-Ґроневельд, Т. Герельс |
| (99951) 1975 SV1                   | 1975 SV1             | 30 вересня 1975   | Паломарська обсерваторія    | Ш. Дж. Бас                                             |
| (99952) 1975 SY1                   | 1975 SY1             | 30 вересня 1975   | Паломарська обсерваторія    | Ш. Дж. Бас                                             |
| (99953) 1978 ND                    | 1978 ND              | 7 липня 1978      | Паломарська обсерваторія    | Чарльз Коваль                                          |
| (99954) 1978 NH                    | 1978 NH              | 10 липня 1978     | Паломарська обсерваторія    | Е. Гелін, Юджин Шумейкер                               |
| (99955) 1978 UM5                   | 1978 UM5             | 27 жовтня 1978    | Паломарська обсерваторія    | Мішель Олмстід                                         |
| (99956) 1978 VA                    | 1978 VA              | 5 листопада 1978  | Паломарська обсерваторія    | Е. Гелін                                               |
| (99957) 1978 VM4                   | 1978 VM4             | 7 листопада 1978  | Паломарська обсерваторія    | Е. Гелін, Ш. Дж. Бас                                   |
| (99958) 1978 VB9                   | 1978 VB9             | 6 листопада 1978  | Паломарська обсерваторія    | Е. Гелін, Ш. Дж. Бас                                   |
| (99959) 1978 VW9                   | 1978 VW9             | 7 листопада 1978  | Паломарська обсерваторія    | Е. Гелін, Ш. Дж. Бас                                   |
| (99960) 1978 VD10                  | 1978 VD10            | 6 листопада 1978  | Паломарська обсерваторія    | Е. Гелін, Ш. Дж. Бас                                   |
| (99961) 1979 MT2                   | 1979 MT2             | 25 червня 1979    | Обсерваторія Сайдинг-Спрінг | Е. Гелін, Ш. Дж. Бас                                   |
| (99962) 1979 MF3                   | 1979 MF3             | 25 червня 1979    | Обсерваторія Сайдинг-Спрінг | Е. Гелін, Ш. Дж. Бас                                   |
| (99963) 1979 MO5                   | 1979 MO5             | 25 червня 1979    | Обсерваторія Сайдинг-Спрінг | Е. Гелін, Ш. Дж. Бас                                   |
| (99964) 1979 MJ6                   | 1979 MJ6             | 25 червня 1979    | Обсерваторія Сайдинг-Спрінг | Е. Гелін, Ш. Дж. Бас                                   |
| (99965) 1979 MC7                   | 1979 MC7             | 25 червня 1979    | Обсерваторія Сайдинг-Спрінг | Е. Гелін, Ш. Дж. Бас                                   |
| (99966) 1979 MC8                   | 1979 MC8             | 25 червня 1979    | Обсерваторія Сайдинг-Спрінг | Е. Гелін, Ш. Дж. Бас                                   |
| (99967) 1979 OG8                   | 1979 OG8             | 24 липня 1979     | Обсерваторія Сайдинг-Спрінг | Ш. Дж. Бас                                             |
| (99968) 1979 QQ2                   | 1979 QQ2             | 22 серпня 1979    | Обсерваторія Ла-Сілья       | Клаес-Інґвар Лаґерквіст                                |
| (99969) 1981 DY1                   | 1981 DY1             | 28 лютого 1981    | Обсерваторія Сайдинг-Спрінг | Ш. Дж. Бас                                             |
| (99970) 1981 DB2                   | 1981 DB2             | 28 лютого 1981    | Обсерваторія Сайдинг-Спрінг | Ш. Дж. Бас                                             |
| (99971) 1981 DF3                   | 1981 DF3             | 28 лютого 1981    | Обсерваторія Сайдинг-Спрінг | Ш. Дж. Бас                                             |
| (99972) 1981 EV5                   | 1981 EV5             | 7 березня 1981    | Обсерваторія Сайдинг-Спрінг | Ш. Дж. Бас                                             |
| (99973) 1981 EB6                   | 1981 EB6             | 7 березня 1981    | Обсерваторія Сайдинг-Спрінг | Ш. Дж. Бас                                             |
| (99974) 1981 EJ6                   | 1981 EJ6             | 2 березня 1981    | Обсерваторія Сайдинг-Спрінг | Ш. Дж. Бас                                             |
| (99975) 1981 EP6                   | 1981 EP6             | 6 березня 1981    | Обсерваторія Сайдинг-Спрінг | Ш. Дж. Бас                                             |
| (99976) 1981 EZ6                   | 1981 EZ6             | 6 березня 1981    | Обсерваторія Сайдинг-Спрінг | Ш. Дж. Бас                                             |
| (99977) 1981 ET12                  | 1981 ET12            | 1 березня 1981    | Обсерваторія Сайдинг-Спрінг | Ш. Дж. Бас                                             |
| (99978) 1981 ER13                  | 1981 ER13            | 1 березня 1981    | Обсерваторія Сайдинг-Спрінг | Ш. Дж. Бас                                             |
| (99979) 1981 EE16                  | 1981 EE16            | 1 березня 1981    | Обсерваторія Сайдинг-Спрінг | Ш. Дж. Бас                                             |
| (99980) 1981 ER18                  | 1981 ER18            | 2 березня 1981    | Обсерваторія Сайдинг-Спрінг | Ш. Дж. Бас                                             |
| (99981) 1981 EF20                  | 1981 EF20            | 2 березня 1981    | Обсерваторія Сайдинг-Спрінг | Ш. Дж. Бас                                             |
| (99982) 1981 EJ21                  | 1981 EJ21            | 2 березня 1981    | Обсерваторія Сайдинг-Спрінг | Ш. Дж. Бас                                             |
| (99983) 1981 EF22                  | 1981 EF22            | 2 березня 1981    | Обсерваторія Сайдинг-Спрінг | Ш. Дж. Бас                                             |
| (99984) 1981 EL23                  | 1981 EL23            | 3 березня 1981    | Обсерваторія Сайдинг-Спрінг | Ш. Дж. Бас                                             |
| (99985) 1981 EJ25                  | 1981 EJ25            | 2 березня 1981    | Обсерваторія Сайдинг-Спрінг | Ш. Дж. Бас                                             |
| (99986) 1981 ET28                  | 1981 ET28            | 1 березня 1981    | Обсерваторія Сайдинг-Спрінг | Ш. Дж. Бас                                             |
| (99987) 1981 EC31                  | 1981 EC31            | 2 березня 1981    | Обсерваторія Сайдинг-Спрінг | Ш. Дж. Бас                                             |
| (99988) 1981 ET33                  | 1981 ET33            | 1 березня 1981    | Обсерваторія Сайдинг-Спрінг | Ш. Дж. Бас                                             |
| (99989) 1981 EL35                  | 1981 EL35            | 2 березня 1981    | Обсерваторія Сайдинг-Спрінг | Ш. Дж. Бас                                             |
| (99990) 1981 EM35                  | 1981 EM35            | 2 березня 1981    | Обсерваторія Сайдинг-Спрінг | Ш. Дж. Бас                                             |
| (99991) 1981 EY37                  | 1981 EY37            | 1 березня 1981    | Обсерваторія Сайдинг-Спрінг | Ш. Дж. Бас                                             |
| (99992) 1981 ER41                  | 1981 ER41            | 2 березня 1981    | Обсерваторія Сайдинг-Спрінг | Ш. Дж. Бас                                             |
| (99993) 1981 ED42                  | 1981 ED42            | 2 березня 1981    | Обсерваторія Сайдинг-Спрінг | Ш. Дж. Бас                                             |
| (99994) 1981 EN44                  | 1981 EN44            | 7 березня 1981    | Обсерваторія Сайдинг-Спрінг | Ш. Дж. Бас                                             |
| (99995) 1981 ED45                  | 1981 ED45            | 7 березня 1981    | Обсерваторія Сайдинг-Спрінг | Ш. Дж. Бас                                             |
| (99996) 1981 EJ45                  | 1981 EJ45            | 1 березня 1981    | Обсерваторія Сайдинг-Спрінг | Ш. Дж. Бас                                             |
| (99997) 1981 EN45                  | 1981 EN45            | 1 березня 1981    | Обсерваторія Сайдинг-Спрінг | Ш. Дж. Бас                                             |
| (99998) 1981 ED48                  | 1981 ED48            | 6 березня 1981    | Обсерваторія Сайдинг-Спрінг | Ш. Дж. Бас                                             |
| (99999) 1981 FP                    | 1981 FP              | 28 березня 1981   | Гарвардська обсерваторія    | Гарвардська обсерваторія                               |
| 100000 Астронавтика (Astronautica) | 1982 SH1             | 28 вересня 1982   | Паломарська обсерваторія    | Джеймс Ґібсон                                          |